# Аеропланктон

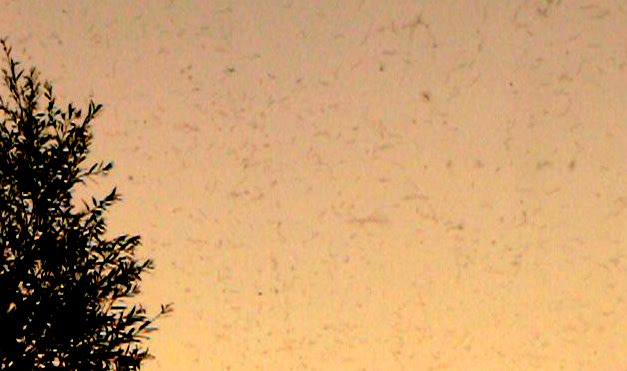
Етап формування нормальної щільної хмари з аеропланктону на заході сонця над Луарою, Франція, початок серпня 2010.

Аеропланктон (від аеро — повітряний та планктон — морські мікроорганізми; грец. ἀτμός — пар та грец. πλαγκτός — мандрівний; також — атмобіос, аеробіосестон) — завислі в повітрі мікроорганізми — бактерії, деякі водорості, їх спори, цисти інфузорій, гриби, пилок вищих рослин та ін. Аеропланктон переміщається в атмосфері разом з повітряними течіями. Інколи деякі компоненти аеропланктону негативно впливають на тварин, в тому числі й на людину, викликаючи хворобливі стани.